# Хуан Мануэль Лопес де Суньига Сотомайор и Кастро
Хуан Мануэль Диего Лопес де Суньига Сотомайор-и-Кастро (исп. Juan Manuel Diego López de Zúñiga Sotomayor y Castro; 16 февраля 1680, Бехар — 2 декабря 1747, Мадрид) — испанский аристократ из дома Суньига, 11-й герцог Бехар и 11-й герцог Пласенсия, 7-й герцог Мандас и Вильянуэва, 12-й маркиз де Хибралеон и 7-й маркиз де Терранова, 13-й граф де Белалькасар, 12-й граф де Баньярес, 15-й виконт Пуэбла-де-Алькосер. Наследный судья и старший алькайд Кастилии, старший рыцарь Ордена Золотого Руна, дворянин палаты короля Фелипе V, старший майордом королевы Барбары Португальской, а затем её мужа короля Фердинанда VI, производитель тканей и красителей.

## Происхождение и семья
Родился 16 февраля 1680 года в Бехаре. Старший сын Мануэля Диего Лопеса де Суньиги Сотомайора и Мендосы (1656—1686), 10-го герцога Бехара и Пласенсии, 6-го герцога Мандаса и Вильянуэвы, 11-го маркиза де Хибралеон, 6-го маркиза Терранова, 12-го графа де Белалькасар, 11-го граф де Баньярес, 14-го виконта Пуэбла-де-Алькосер (1660—1686), и его жены, Марии Альберты де Кастро-и-Борха (1665—1706), дочь Педро Антонио Фернандеса де Кастро и Португала, 10-го графа де Лемос, 7-го маркиза Саррия, вице-короля Перу с 1667 по 1672 год.
Мануэль Диего женился первым браком в Мадриде 19 июля 1700 года на своей двоюродной сестре Марии Терезе Пиментель де Суньига (1686—1701), дочери Франсиско Казимиро Пиментеля, 12-го графа и 9-го герцога Бенавенте, гранда Испании, и его жены Мануэлы де Суньига-и-Сильва Мендоса. Его жена умерла в следующем году, в возрасте 20 лет, 26 мая 1701 года, не оставив потомства.
Став вдовцом, он женился вторым браком в 1703 году на Мануэле Альварес де Толедо Осорио (1686—1709), дочери Хосе Фадрике Альварес де Толедо Осорио, 8-го маркиза Вильяфранка дель Бьерсо, и его жены Каталины де Монкада-и-Арагон, 9-й герцогине Монтальто. Королевским указом от 3 сентября 1703 года король Филипп V утверждает брачные капитулы. Его вторая жена Мануэла умерла 14 марта 1709 года в возрасте 23 лет, не оставив потомства.
В 1711 году он женился в третий раз на своей двоюродной сестре Рафаэле Луизе де Кастро-и-Сентурион, дочери Сальвадора Франсиско Руиса де Кастро-и-Борха, 4-го маркиза Альмунья, и его жены Франсиски Хосефы Сентурион де Кордова. Папа римский Климент XI буллой от 23 сентября 1711 года предоставил разрешение на родство на брак герцога Хуана Мануэля с Рафаэлой Луизой де Кастро. Его жена Рафаэла Луиза умерла в возрасте 25 лет 14 января 1718 года, оставив троих детей:
- Хоакин Диего Лопес де Суньига Сотомайор Кастро и Португал (28 апреля 1715 — 10 октября 1777), его наследник, 12-й герцог Бехар и Пласенсия
- Хосефа де Суньига-и-Кастро (4 января 1718 — 31 мая 1771), вышедшая замуж в 1735 году за своего дядю Хинеса Фернандо Руиса де Кастро-и-Борха, 11-го графа Лемос, 8-го маркиза Саррия, гранда Испании
- Мария Хосе де лос Рейс де Суньига-и-Кастро, умершая в детстве.

Хуан Мануэль женился в четвертый раз в Мадриде 11 декабря 1718 года на Марии Ане де Борха-и-Арагон (1676—1748), 12-й герцогине Гандия, 10-й маркизе Бомбей, 13-й графине де ла Олива, дочери Паскуаля де Борха Сентельеса, 10-го герцога Гандии, и его жены Хуаны Фернандес де Кордова. У него не было детей в этом четвертом браке. Его жена Мария Ана умерла в Мадриде 14 мая 1748 года.

## Детство, кавалер ордена Золотого руна
Его рождение и крещение праздновались в городе Бехар, Саламанка, пышными вечеринками и помилованием заключенных. После смерти своего отца 16 июля 1686 года он унаследовал титулы и состояния своего дома и стал 11-м герцогом Бехаром и Пласенсией, грандом Испании. Король Испании Карлос II избрал его кавалером Ордена Золотого Руна 29 августа 1686 года, когда герцогу Хуану Мануэлю было 6 лет, в память о действиях и героической смерти своего отца Мануэля Диего Лопеса де Суньига Сотомайор-и-Мендоса, 10-го герцога Бехар и Пласенсия, во время осады Буды. Запись о награждении орденом Золотого руна 1686 года хранится в Национальном историческом архиве. Герцог Хуан Мануэль был инвестирован королем в Мадриде 9 февраля 1700 года.
Его мать Мария Альберта де Кастро-и-Португал, 10-я герцогиня Бехар, и его бабушка Тереза Сармьенто де Сильва-и-Фернандес де Хихар, 9-я герцогиня Бехар, подали прошение в Совет Кастилии в 1686/1688 году с просьбой действовать в качестве опекунов и кураторов Хуана Мануэля Лопеса де Суньига, 11-го герцог Бехар, когда он был несовершеннолетним. Его бабушка Тереза Сармьенто де Сильва, как его воспитательница и попечительница, вела судебный процесс в Audiencia of Sardinia, длившийся с 1696 по 1697 год, по поводу владения различными термами на Сардинии, принадлежавшими герцогству Мандас.

## На службе у королей Карлоса II, Фелипе V и Фернандо VI
Король Испании Карлос II письмами от 6 июля 1694 года отправил в город Саламанку и другие города и места в Кастилии приказы, чтобы они были подчинены приказам герцога Хуана Мануэля Диего Лопеса де Суньига, 11-го герцога Бехара, о наборе людей в армию Каталонии. Мария Анна Пфальц-Нейбургская, королева Испании, сообщает письмом от 12 ноября 1700 года герцогу Хуану Мануэлю о смерти своего мужа, короля Испании Карлоса II, которая произошла 1 ноября.
Король Франции Людовик XIV благодарит его в письме от 26 декабря 1700 года за верность своему внуку Филиппу V, королю Испании. Король Испании Фелипе V письмом от 29 апреля 1701 года приказывает ему присутствовать в монастыре Сан-Херонимо в Мадриде, чтобы принести присягу на верность монарху. Письмом от 28 января 1701 года он сообщил ей о своем браке с принцессой Марией Луизой Габриэлой Савойской, дочерью Виктора Амадео, II герцога Савойского. В письме от 20 января 1704 года он сообщает ему присоединиться к армии, находящейся в походе, как он сделал в Италии.
Королева Испании Мария Луиза Габриэла Савойская сообщает герцогу Хуану Мануэлю о потере врагом Алькантары в письме от 30 апреля 1706 года и просит его помощи на службе у короля Фелипе V. Король Франции Людовик XIV в письме от 8 июня 1704 года Мануэла де Толедо-и-Монкада, жене герцога Хуана Мануэля, поздравляет ее с назначением придворной дамой королевы Испании Марии Луизы.
Король Испании Фелипе V письмом от 30 августа 1705 года сообщает ему о рождении принца Луиса. Письмом от 23 февраля 1722 года он сообщил ему о браке принца Луиса с Луизой, принцессой Орлеанской. Принц Фелипе Орлеанский благодарит его письмом от 25 сентября 1722 года за поздравление по поводу свадьбы его дочери с принцем Астурийским Луисом Испанским.
Король Испании Фелипе V информирует его письмом от 4 мая 1711 года о смерти его отца, дофина Луиса, и просит его проявить обычные чувства, как и в случае смерти австрийской королевы Марианны.
Король Сардинии Виктор Амадей II поздравляет себя со владением королевством Сардиния, Италия, письмом от 10 мая 1721 года. Герцог Бехар Хуан Мануэль, как герцог Мандас, имел поместье на Сардинии. Король Виктор Амадео благодарит его письмом от 10 июня 1722 года за поздравления со свадьбой его сына, принца Пьемонтского.
Герцог Хуан Мануэль рекомендует и успешно ходатайствует в октябре 1726 года о том, чтобы Хуан Баутиста де Орендайн Аспилкуэта, маркиз Ла-Пас, перед королем Филиппом V занял должность государственного секретаря. Государственный секретарь Хуан Баутиста де Орендайн Аспилкуэта, II маркиз Ла-Пас, информирует его письмом от 1 сентября 1727 года об разрешении членам Ордена Золотого Руна не платить пошлины, проезды, монтазго или портасго. Письмом от 1 августа 1727 года он поблагодарил его за присылку копии труда «Основание и таинства Ордена Золотого руна», написанного герцогом Хуаном Мануэлем, деканом ордена. В письме от 10 февраля 1728 года он поблагодарил его за отправку четырех экземпляров его сочинения «Интересы Испании и католическая религия».
По приглашению короля Фелипе V герцог Хуан Мануэль участвовал 25 декабря 1727 года в королевском дворце Мадрида в акте выдачи публичного акта о капитуляции брака принцессы Марианны Виктории де Бурбон с принцем Бразилии Жозе Мануэлем I и выступает свидетелем от имени Португалии. Герцог Хуан Мануэль в письме от 21 декабря 1728 года королю Фелипе V предлагает проект организации королевской гвардии, подобной той, что была у короля Франции Людовика XIV. Королевским указом от 23 июля 1732 года король Фелипе V пожаловал достоинство гранда Испании графу Белалькасар. К письму от 25 августа 1732 года герцог Хуан Мануэль отправил по приказу короля Фелипе V государственному секретарю маркизу де ла Пас печатную копию работы «Idea Politica y Cristiana de los Reyes Católicos 37». Король Филипп V своим указом, изданным в Сан-Ильдефонсо 5 октября 1733 года, дает ему лицензию на право сбора снега и льда с гор и ледников юрисдикции Бехар, Саламанка. Король Фелипе V назначил его дворянином палаты, после смерти герцога Ла-Мирандолы, король Фернандо VI назначил его своим старшим майордомом. Эту должность он занимал в течение нескольких месяцев после его смерти.

## Производитель тканей и красителей
Его бабушка, овдовевшая герцогиня Тереза Сармьенто де ла Серда, основала суконную фабрику в Бехаре, провинция Саламанка, в 1669 году. В Бехаре уже существовала красильная фабрика, основанная в 1592 году Франсиско Диего Лопес де Суньига-и-Мендоса, 5-м герцогом Бехар и Пласенсия, используя воды реки Куэрпо-де-Омбре с отличными свойствами для производства красителей и окрашивания тканей. После героической и ранней смерти его отца, герцога Мануэля Диего, при осаде Буды, в войне против турок-османов, которая произошла 16 июля 1686 года, его мать, овдовевшая герцогиня Мария Альберта, и его бабушка Тереза решили производить тонкие ткани высокого качества. Для этого в 1691 году они наняли фламандских мастеров, которые, должно быть, проживали в Бехаре, производили прекрасную ткань и обучали своему искусству и технике рабочих герцогства Бехар.
30 сентября 1715 года герцог Хуан Мануэль и суконная фабрика Бехара подписали контракт с французским специалистом Хуаном Баутиста Лорми на обучение рабочих города Бехар ткать тонкую ткань и столовое белье. Актами от 16 июня 1716 года и 29 октября 1721 года он приказывает устроить суконную фабрику в городе Бекедас, провинция Авила, для помощи своим соседям.
Военный министр, маркиз Кастелар, сообщил ему письмом от 10 февраля 1723 года о милости, предоставленной королем Фелипе V жителям Бехара, провинция Саламанка, об освобождении от военной службы для работы на суконных фабриках.
Королевская канцелярия Вальядолида декретом от 28 января 1723 года объявляет герцога Хуана Мануэля, а также двух других людей владельцами воды реки Куэрпо-де-Омбре в муниципалитете Бехар, Саламанка. Король Фелипе V благодарит его в апреле 1725 года за предложение использовать дикую грану или кошениль, которую выращивают на его пастбищах в Хибралеоне, провинция Уэльва, для окрашивания униформы пехотинцев, кавалерии и драгун. 15 июня 1725 года герцог Хуан Мануэль получил отчет от чиновников своего графства Белалькасар о том, как и когда следует собирать дикую грану, которая растет в графстве. Герцог Хуан Мануэль Диего установил два ткацких станка на своей суконной фабрике в Бехаре в мае 1729 года.
Королевским постановлением короля Испании Луиса I от 31 мая 1724 года, согласованным с Королевским советом по торговле, утверждены постановления суконной фабрики Бехар, принадлежащей 9-му герцогу Бехару Хуану Мануэлю Диего Лопесу де Суньиге и Сотомайору. Герцог Хуан-Мануэль приказал в июне 1724 года контролировать производство тонкого сукна, чтобы не было недостатка в грубом сукне, необходимом для снабжения населения. Король Фелипе V указом от 5 февраля 1732 года через свою Королевскую торговую палату одобряет постановления и инструкции, данные Хуаном Мануэлем Диего Лопесом де Суньига Сотомайором, 11-м герцогом Бехаром, которыми должны руководствоваться производители тонких тканей.
Герцог Хуан Мануэль, руководствуясь своим христианским духом и социальной ответственностью, предоставляет привилегии и льготы фабрикам и производителям тонкой ткани в Бехаре и договаривается с гильдией фабрикантов о налогах и взносах, которые должны быть уплачены за указанную деятельность (1718—1731 гг.). Он освобождает производителей тканей города Бехар, провинция Саламанка, от уплаты алькабала в 1731 и 1732 годах, потому что производство на этих фабриках сократилось из-за снижения спроса на текстильном рынке.
Декретами, изданными 31 мая 1723 года, герцог Хуан Мануэль освободил производителей тонкой ткани, соседей Эрваса, провинция Касерес, от уплаты alcabalas на существующих четырех ткацких станках города.
В 1730 году герцог Хуан Мануэль и Хуан Кортес основали фабрику по производству тонкой ткани в городе Эрвас, Касерес, а в 1734 году предоставили ей красильный котел на три года. Он поддерживает переписку со своими администраторами по административным вопросам, связанным с текстильным и красильным производством.

## Коневодство, охота и рыболовство
Король Польши Август II Сильный, благодарит Хуана Мануэля Диего, герцога Бехара, в письме от 4 сентября 1731 года, обращаясь с ним как с кузеном, за подарок двух испанских лошадей для него и его сына, а в благодарность он посылает ей восемь кобыл и разные фарфоровые подарки со своей фабрики в Мейсене. Письмом от 25 февраля 1732 года герцог Хуан Мануэль информирует маркиза Ла-Паса, государственного секретаря, о своем намерении разводить в своем андалузском конезаводе андалузских родительских лошадей и кобыл, подобных тем, которые он получил от короля Польши, (которые не красивы и не прекрасны, но они высоки, хорошо сложены и сильнее, чем те, что в Испании), превосходная порода сильных и хорошо сложенных лошадей, которые служат тягловыми лошадьми или для войск королевства. Он просит выдать ему паспорт для отправки лошадей королю Польши. Король Фелипе V в мае 1732 года предоставил ему паспорт для отправки шести лошадей королю Польши и поблагодарил его за то, что он поставил новую породу тяжеловозов на службу испанской короне.
Декретами от января 1725 года он упорядочивает охоту в заповедниках и горах Бехара, Саламанки, и её юрисдикции, а также рыбную ловлю в реке Куэрпо-де-Омбре, устанавливая время для крупной и мелкой дичи и рыбной ловли, а также виды, которые список дичи, на которую они могут охотиться и какую рыбу можно ловить.

## Наследование и меценатство
Герцог Хуан Мануэль, как и его предшественники, заявил перед Советом Кастилии об утрате и возвращении короне Кастилии герцогства Пласенсия, провинция Касерес, из-за несправедливости со стороны католических монархов в 1488 году со 2-м герцогом Бехаром и Пласенсия, Альваро де Суньигой и Гусманом, и потребовал финансового вознаграждения или компенсации. После смерти его матери Марии Альберты де Кастро Португаль-и-Борха, 10-й герцогини Бехар, которая произошла в Мадриде 20 июля 1706 года, он стал наследником её согласно завещанию, написанному 8 июля 1706 года. В 1724 году судебный процесс, инициированный 26 марта 1594 года Франсиско Диего Лопесом де Суньига Сотомайор-и-Мендоса, 5-м герцогом Бехаром, о кражах, совершенных жителями Баньяреса, провинция Ла-Риоха, и о том, что они должны платить дому и герцогству Бехар с 1594 по 1724 год.
Король Португалии Жуан V, его жена, королева Мария Анна Австрийская, и принцесса Мария поздравили его в письме от 4 июля 1726 года с хорошим результатом, полученным в Риме в судебном процессе по поводу десятины города Капилья, провинция Бадахос. Государственный секретарь маркиз де ла Пас извещает его письмом от 29 января 1729 года о получении папской записки о судебном разбирательстве относительно десятины в поместье Капилья.
В 1711 году он приказал восстановить религиозные образы приходской церкви Бургильос-дель-Серро в Бадахосе, разрушенной английскими войсками во время войны за испанское наследство. В 1719 году он поручил итальянскому художнику Вентуре Лириосу выполнить художественные работы в кубе Сан-Андрес герцогского дворца Бехар и реализовать 23 картины о жизни святого Евстафия.
Он пересекает переписку с января по июнь 1733 года с герцогиней Елизаветой Лотарингской о браке их детей Хоакина Диего и Леопольдины. В 1733 году он организовал брак своего старшего сына Хоакина Диего с принцессой Леопольдиной Елизаветой Шарлоттой де Лоррен-Марсан. Актом от 19 июля 1733 года он соглашается на капитуляции для брака своей дочери Анны Марии Хосефы с Хинесом Фернандо Руисом де Кастро-и-Борха, 11-м графом Лемос, 8-м маркизом Саррия, грандом Испании.

## Управление поместьями
В 1725 году герцог издал положения и правила для надлежащего управления школами для бедных и осиротевших девочек, которые он основал в городе Бехар. Он основал в Бехаре в 1731 году женскую школу, посвященную призыванию Пресвятой Девы Марии Розарии и Святой Розы Лимской. Был патроном совета церкви и больницы Сан-Хиль-де-Бехар. В акте от 22 ноября 1722 года, предоставленном герцогом Хуаном Мануэлем и Хуаном дель Эспириту Санто, они соглашаются, что Братство Божественного Пастыря отвечает за уборку, уход и лечение больных в больнице Сан-Хиль-де-Бехар. В октябре 1732 года он приказывает своему старшему бухгалтеру восстановить церковь Сан-Мигель в городе Бехар, Саламанка. Он основал лазарет во францисканском монастыре Бьен-Парада в Эрвасе, провинция Касерес, для лечения больных малярией, от которых страдал этот район. Строительство здания началось в 1734 году. В Национальном историческом архиве хранится список покровительства герцога Хуана Мануэля, а также список сделанных пожертвований. Как покровитель благочестивых работ, основанных покойной Марией де Суньига-и-Пиментель, 2-й герцогиней Бехар, он делал пожертвования бедным девушкам и сиротам города Бехар, чтобы они могли выйти замуж или поступить в монастырь монахинь.
Акты о вступлении во владение виллами унаследованных поместий и их соответствующей юрисдикции можно увидеть в Национальном историческом архиве. Актом от 18 февраля 1731 года он предоставляет, чтобы вновь заселить города и места, принадлежащие его дому и майорату, обещание получить дом и не платить королевские налоги и alcabalas в течение определенного времени.
Герцог Бехар Хуан Мануэль вел судебный процесс с апреля 1722 года перед Советом Кастилии как владелец манора Бехар, провинция Саламанка, чтобы его права избирать и назначать регидоров, генеральных прокуроров и других должностных лиц юстиции. Письмами от 1728 года он просит короля Фелипе V предоставить ему королевскую привилегию назначать генеральных прокуроров городов, принадлежащих его дому и майорату.
Акты о назначении чиновников на управление своими государствами хранятся в Национальном историческом архиве. Актом от 30 марта 1731 года он дал приказы и инструкции коррегидорам и лейтенантам городов, находящихся под его сеньоральной юрисдикцией, чтобы они осуществляли хорошее управление своими вассалами. Герцог Хуан Мануэль актами 1714, 1724 и 1732 годов приказывает старшей гвардии, лейтенантам, надзирателям и младшей гвардии соблюдать его инструкции и постановления о надлежащем режиме опеки над пастбищами, которыми он владеет. По просьбе герцога Хуана Мануэля в 1709 году был возбужден иск против коррехидора города Бехар, провинция Саламанка, за злоупотребление властью. В сентябре 1733 года он приказывает лейтенанту-коррехидору города Бехар оштрафовать алькальда, коррехидора и поверенных за то, что они нарушили покой города Бехар. Он также приказывает ему оштрафовать капитулянтов муниципалитета Бехар за то, что они не присутствовали на нескольких процессиях.